# Christian Gottfried Ahnert
Christian Gottfried Ahnert († nach 1869) war ein sächsischer Politiker.

## Leben
Ahnert besaß das Erbgericht in Noßwitz und übte vor Ort das Amt des Erbrichters aus. Zudem wird er 1849 als Amtslandschöppe bezeichnet. Während der Revolutionen 1848/1849 vertrat er auf dem Landtag 1849 die 28., 30. und 31. Wahlbezirke (Colditz, Nossen, Frankenberg) und auf dem Landtag 1849/50 die 31., 33. und 34. Wahlbezirke (Rochlitz, Frankenberg, Penig) in der I. Kammer des Sächsischen Landtags. Ahnerts Kandidaturen wurden von der Freisinnigen Partei und vom Vaterlandsverein unterstützt. Er zählte zum Club der Linken. Wegen seiner Beteiligung am Dresdner Maiaufstand wurden gegen ihn Untersuchungen eingeleitet. Auf den Landtagen 1863/64 bis 1866/68 war er stellvertretender Abgeordneter des 3. ländlichen Wahlbezirks in der II. Landtagskammer. 1869 ist er als Geschworener des Geschworenengerichtsbezirks Chemnitz nachweisbar.